# Nicolas Sébastien Maillot
Pour les articles homonymes, voir Maillot.
Nicolas Sébastien Maillot est un peintre français, né à Nancy le 1er juin 1781 et mort à Paris le 26 avril 1857, plus connu pour son activité de restaurateur de tableaux.

## Biographie
Nicolas Sébastien Germain Maillot naît le 1er juin 1781 à Nancy. Il est le fils de Germain Maillot et de Marie Daigle.
Après plusieurs années passées sous les drapeaux (1806-1815) Nicolas Maillot fut licencié de l'armée. Il s'installe alors à Paris et fait la connaissance du restaurateur de tableaux Pierre Carlier dont il épouse la fille, Émilie (1797-1836), en 1818. Leurs enfants Charles Désiré Claude et Théodore seront peintres également.
Par la suite, aidé de son épouse, il travaille essentiellement pour le Musée royal comme restaurateur,, tout en ayant une activité de peintre, exposant régulièrement au Salon de 1822 à 1855. Il offrit au musée des Beaux-arts d'Orléans un tableau : Judith brandissant la tête d'Holopherne de nos jours attribué à Gerard Seghers.

## Œuvres

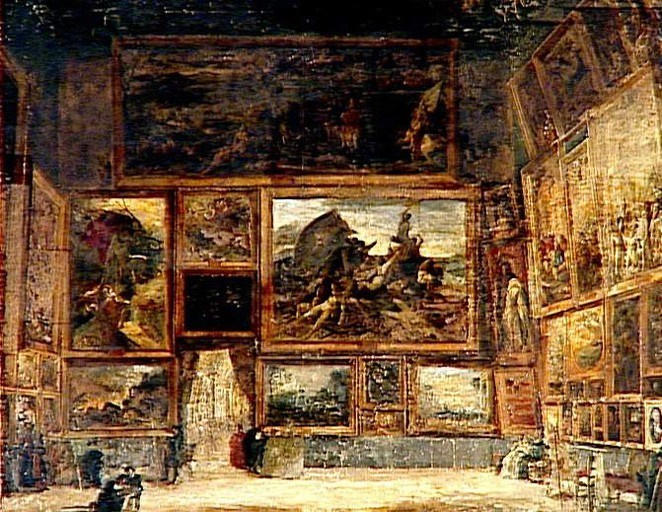
Nicolas Sébastien Maillot (1781-1856), Vue du Salon carré du Louvre en 1831, Louvre, à gauche Scène de déluge de Girodet, à droite, Le Radeau de la Méduse.

- L'hiver de 1812, ou les misères de la guerre, 1822.
- Le printemps de 1821, ou les douceurs de la paix, 1822.
- Vue intérieure de la Chartreuse près Burgos, 1822.
- Un paysage par un temps orageux, 1822.
- Un ermite convertissant un militaire, 1822.
- Boissy d'Anglas à la Convention, 1830 : huile sur toile, musée des Beaux-Arts de Reims[7].
- Vue du Salon carré en 1831 : huile sur toile, 126 × 142, Paris, musée du Louvre, don anonyme en 1969.

## Distinctions
- Chevalier de la Légion d'honneur (26 avril 1813)[8]